# Kopnica
Kopnica (Duits Köpnitz) is een plaats in het Poolse district  Sławieński, woiwodschap West-Pommeren. De plaats maakt deel uit van de gemeente Darłowo en telt 120 inwoners.